# Sphenomorphus aignanus
Sphenomorphus aignanus — вид сцинкоподібних ящірок родини сцинкових (Scincidae). Ендемік Папуа Нової Гвінеї.

## Поширення і екологія
Sphenomorphus aignanus мешкають на східному узбережжя півострова Папуа та на островах Місіма і Россель в архіпелазі Луїзіада. Вони живуть у вологих тропічних лісах, на висоті до 700 м над рівнем моря.